# No Money
Singles de Galantis
Louder Harder Better
(2016) Make Me Feel
(2016)
No Money est une chanson du duo suédois de musique électronique, Galantis, sortie le 31 mars 2016, servant de premier extrait à leur deuxième album studio The Aviary. Les vocaux sont interprétés par Reece Bullimore. Le titre se classe dans le top 10 de divers pays, atteignant notamment la 1re place en Norvège.

## Liste des pistes
| 1. | No Money | 3:09 |

| 1. | No Money (MOTi Remix)           | 4:21 |
| 2. | No Money (Dillon Francis Remix) | 4:41 |
| 3. | No Money (Lucky Charmes Remix)  | 4:03 |

| 1. | No Money (Curbi Remix)       | 3:41 |
| 2. | No Money (Wuki Remix)        | 3:15 |
| 3. | No Money (Chet Porter Remix) | 3:04 |
| 4. | No Money (Miska K Remix)     | 4:01 |

## Classements hebdomadaires
| Classements (2016)                      | Meilleure position |
| --------------------------------------- | ------------------ |
| Allemagne (Media Control AG)            | 10                 |
| Australie (ARIA)                        | 6                  |
| Autriche (Ö3 Austria Top 40)            | 9                  |
| Belgique (Flandre Ultratop 50 Singles)  | 22                 |
| Belgique (Wallonie Ultratop 50 Singles) | 2                  |
| Canada (Hot 100)                        | 51                 |
| Danemark (Tracklisten)                  | 9                  |
| Écosse (OCC)                            | 7                  |
| Espagne (PROMUSICAE)                    | 26                 |
| États-Unis (Hot 100)                    | 88                 |
| Finlande (Suomen virallinen lista)      | 6                  |
| France (SNEP)                           | 64                 |
| Irlande (IRMA)                          | 5                  |
| Italie (FIMI)                           | 15                 |
| Pays-Bas (Nederlandse Top 40)           | 5                  |
| Pays-Bas (Single Top 100)               | 6                  |
| Norvège (VG-lista)                      | 1                  |
| Nouvelle-Zélande (RMNZ)                 | 16                 |
| Portugal (AFP)                          | 17                 |
| Royaume-Uni (UK Singles Chart)          | 4                  |
| Suède (Sverigetopplistan)               | 4                  |
| Suisse (Schweizer Hitparade)            | 13                 |